# Рудолф Бручи
Рудолф Бручи (хрв. Rudolf Brucci; Загреб, 30. март 1917 — Нови Сад, 30. октобар 2002) био је српски композитор, професор Универзитета у Новом Саду, члан Српске академије наука и уметности.

## Биографија
Рођен је у Загребу 1917. године у породици хрватско-италијанског порекла. Био је ожењен славном југословенском оперском певачицом Олгом Бручи. Свој уметнички рад је започео свирајући виолу у различитим оркестрима од кабаретских ансамбала до симфонијских оркестара. Након што се преселио у Београд, Бручи је са тридесет година почео да студира композицију као једини студент тада већ увелико славног композитора Петра Бингулца (који је сам био студент француског композитора Винсента д'Индија (Vincent d'Indy)). Касније (1954-55.) је наставио студије код бечког додекафонисте Алфреда Ула (Alfred Uhl).
Одлучујући тренутак у његовој каријери композитора је било освајање првог места на међународном такмичењу композитора Краљице Елизабете Белгијске у Бриселу 1965, са симфонијом Леста. Ову награду је освојио у конкуренцији више од 250 композитора из 26 земаља.

## Општи допринос
Седамдесетих година 20. века Бручи је пресудно утицао на успон Академије уметности у Новом Саду чији је био и први декан, која је имала најквалитетнију катедру за музику у бившој Југославији (са академијом је чак и Алфред Шнитке (Alfred Schnittke) потписао уговор). Као музички делатник, оставио је дубок траг на новосадској музичкој сцени учествујући у оснивању нове зграде опере, и радећи на оснивању филхармоније и средње музичке школе. Био је један од оснивача Војвођанске академије наука и уметности (ВАНУ), и након њеног утапања у Српску академију, је био један од академика који су се залагали за њено поновно оснивање.

## Најзначајнија дела
У центру његовог музичког рада је увек био симфонијски оркестар за који је и написао своја најбоља дела. Осим већ поменуте Симфоније Леста (ставови: I Presto-Doppia fuga-Presto II Adagio come una passacaglia III Vivacissimo fantastico), Трећа Симофнија је једно од његових најквалитетнијих дела, а следе симфонијска поема Маскал, Метаморфозе B-A-C-H за гудаче, балети Катарина Измајлова, Златни Демон, Кирка, кантата Војводина на стихове Мирослава Антића и његове опере Прометеј и Гилгамеш.

## Стил
Бручијев музички језик је дубоко укорењен у музичку традицију Балкана, у најширем смислу: од јединствене истарске лествице у Трећој симфонији до бугарских ритмичких структура у симфонијској поеми Маскал. Уз ову основу, може се приметити њено успешно спајање са новијим музичким изразима, са посебним освртом на додекафонијске технике, као и композиторске технике и естетику карактеристиче за Нову Пољску Школу. Истовремено, Бручи се увек истицао као велики композитор симфонијске музике, у чему је био високо цењен и успешан.
Бручи је преминуо у Новом Саду, 30. октобра 2002. године у 85. години живота.